# Aissa Koli
Aissa Koli, aussi connue sous le nom d’Aisa Kili Ngirmaramma, est la seule femme souveraine du royaume du Kanem-Bornou de 1497/1504 à 1563/1570. Les dates de son règne ainsi que sa filiation font l'objet de divergences. Les historiens arabes ont peu considéré son règne, en raison de son genre, mais aussi du fait des réformes de son successeur, Idrīs Alaoma. Celui-ci a imposé une bureaucratie musulmane à la population païenne, limitant la notification, par cette bureaucratie, du règne précédent. Aissa Koli est cependant présente dans la tradition africaine locale, au même titre que ses homologues masculins.

## Histoire
Selon certains historiens[Qui ?], la reine Aissa Koli serait la fille d'Ali Gaji Zanani, souverain du Kanem-Bornou, situé en Afrique occidentale. Son père régna pendant un an et fut remplacé par un proche de la famille du nom de Dunama. Ce dernier, voulant stabiliser son pouvoir et assurer sa longévité, ordonna que tous les fils de son prédécesseur soient tués. Un de ces fils, Idriss, alors âgé de 5 ans, échappe à la mort grâce à la mère d'Aissa qui l'envoie secrètement à Bulala. Malgré ces précautions, le roi Dunama meurt durant la première année de son règne. L'existence d'Idrīs n'étant pas connue, Aissa lui succède comme souveraine en l'absence d'héritier mâle. Selon une autre version, Aissa serait la fille du roi Dunama,,.
La reine Aissa règne pendant sept ans, la durée habituelle pour tous les souverains, la coutume voulant qu'un monarque ne règne pas toute sa vie, mais seulement pour une période déterminée. À la fin de son mandat, elle apprend l'existence d'Idrīs, alors âgé de douze ans. Elle le retrouve et le fait couronner comme son successeur, mais reste sa conseillère pendant les premières années de son règne.